# Pascaline Louvrier
Pascaline Louvrier, née le 28 septembre 1971 à Charleville-Mézières, est une nageuse française spécialiste des épreuves en brasse.

## Biographie
Durant sa carrière sportive, Pascaline Louvrier est affiliée au club de la Société de Natation de Charleville-Mézières.
Elle se fait remarquer en devenant championne de France du 200 mètres brasse à Strasbourg le 18 mars 1984, soit à l'âge de 12 ans 5 mois et 20 jours.
Elle bat un record de France aux championnats du monde de Madrid en 1986, en relais 4 x 100 m 4 nages mixtes avec Véronique Jardin, Catherine Plewinski et Sophie Kamoun. À ces mêmes championnats, elle se voit disqualifiée de sa participation en finale du 100 m brasse pour un virage jugé non réglementaire.
En 1987, elle termine quatrième du 100 m brasse lors des championnats d'Europe de Strasbourg. 
Elle participe aux jeux olympiques de 1988 à Séoul mais ne dépasse pas le stade des séries.
Ses records connurent une longévité exceptionnelle, notamment celui du 100 mètres brasse en bassin de 50 mètres qui, en 1 min 10 s 14, resta d'actualité pendant 18 ans, 8 mois et 22 jours et celui du 100 mètres brasse en bassin de 25 mètres, en 1 min 8 s 28 pour une durée de 19 ans 1 mois et 7 jours.

## Palmarès
- 23 titres de championne de France (13 en hiver et 10 en été)[4].
- Championne d'Europe Junior en 1985 sur 100 m brasse[1]

## Records
| Épreuve       | Temps         | Lieu                 | Date             |
| Grand bassin  |               |                      |                  |
| ------------- | ------------- | -------------------- | ---------------- |
| 100 m brasse  | 1 min 10 s 14 | Strasbourg           | 21 août 1987     |
| 200 m brasse  | 2 min 33 s 23 | Genève (SUI)         | 27 juillet 1985  |
| 200 m 4 nages | 2 min 19 s 16 | Strasbourg           | 9 juillet 1987   |
| Petit bassin  |               |                      |                  |
| 100 m brasse  | 1 min 8 s 28  | Den Bosch (P-B)      | 15 décembre 1985 |
| 200 m brasse  | 2 min 27 s 60 | Boulogne-Billancourt | 28 janvier 1986  |